# Tori Longtsen
Tori Longtsen (em tibetano: ཏོ་རི་ལུང་བཙན; Wylie: to-ri-lung-btsan, chines: 赤赞南) foi o 24º Rei de Bod (Tibete) de acordo com a tradição lendária tibetana e o primeiro dos chamados cinco reis severos cujos nomes continham o fonema Tsen (severo, grupo que reinou até 493).

## Vida
Tori Longtsen pertencia à dinastia Yarlung que dominava a área do vale do Rio Bramaputra, chamado Yarlung Tsangpo no sul do Tibete,  na primeira metade do século VI. 